# Медицинский институт имени Березина Сергея
Медицинский институт им. Березина Сергея (МИБС) — общество с ограниченной ответственностью, включающее в себя (по состоянию на сентябрь 2020 года):
- сеть медицинских центров визуальной диагностики (МРТ, КТ) в России и Армении (79 центров в 62 городах)[1];
- многопрофильную поликлинику в Санкт-Петербурге;
- онкологическую клинику полного цикла в Санкт-Петербурге (хирургия, химиотерапия);
- клинику в Санкт-Петербурге, которая специализируется на радиохирургическом и радиотерапевтическом лечении (лучевая терапия, Гамма-нож, Кибернож);
- Центр ядерной медицины (ПЭТ-КТ) в Новосибирске (в состав входит подразделение по радиохирургии, оснащенное установкой Гамма-нож);
- Центр ядерной медицины (ПЭТ-КТ) в Барнауле[2];
- Центр протонной терапии в Санкт-Петербурге[3].

## История
В 2003 году под названием ЛДЦ МИБС было открыто первое в стране частное отделение магнитно-резонансной томографии в Санкт-Петербурге. В конце 2015 года организация была переименована в «Медицинский Институт имени Березина Сергея».
В 2008 году в поселке Песочный Ленинградской области открылась Онкологическая клиника с отделениями радиохирургии, стереотаксической радиотерапии и общей онкологии, оснащенная единственными на тот момент в СЗФО установками гамма-нож и кибернож[значимость факта?].
6 октября 2015 года проект МИБС «Строительство центра протонной лучевой терапии» был признан стратегическим для Санкт-Петербурга в рамках государственно-частного взаимодействия.
В июле 2016 года на Петербургском международном экономическом форуме были подписаны соглашения с главами регионов Сибири о строительстве сети центров ПЭТ-диагностики.
В марте 2017 года на выходе из циклотрона строящегося центра протонной терапии был получен первый физический пучок протонов.
В сентябре 2017 года в Санкт-Петербурге начал работать первый в стране клинический центр протонной терапии с поворотным гантри.
В 2015 году сеть включала в себя 83 диагностических центра, расположенных более чем в 50 городах Российской Федерации, Украины и Армении. За создание крупнейшей в РФ частной сети медицинских центров председатель правления МИБС Аркадий Столпнер в 2015 году был удостоен премии РБК «Предприниматель года».
В 2017 году МИБС занял пятую строчку в рейтинге крупнейших частных медицинских компаний РФ по версии редакции журнала Forbes.
По итогам 2018 года сеть МИБС заняла четвёртое место в рейтинге крупнейших частных клиник России, составленном журналом Forbes. В 2017 году выручка сети клиник, насчитывающей 93 медицинских учреждения в 68 городах России, составила 6,3 млрд рублей.

## Диагностика и лечение
Число обследованных пациентов достигает 1,3 млн в год. Радиохирургическое лечение в МИБС получают около 2 тысяч человек в год. Совместно с офтальмологами Ленинградской областной больницы и Военно-медицинской академии имени С. М. Кирова радиохирурги МИБС применяли комбинированную технологию лечения меланомы сосудистой оболочки глаза.
С декабря 2017 года началось лечение пациентов в центре протонной терапии МИБС. Плановая мощность — до 800 человек в год, не менее половины которых составляют пациенты моложе 18 лет. К 2020 году Центр планирует выйти на полную мощность и принимать на лечение 800 человек в год.

## Общественная деятельность
МИБС выступил одним из инициаторов создания Ассоциации «Российское общество радиохирургии и стереотаксической радиотерапии». Созданная в 2010 году Ассоциация ведет работу по популяризации передовых методов лучевой терапии путем проведения медицинских конференций и обучающих семинаров.
В 2015 году в Москве состоялся первый Всероссийский съезд по радиохирургии и стереотаксической радиотерапии. Последующие съезды Ассоциации, состоявшиеся в 2016 и в 2017 годах, прошли в Санкт-Петербурге.

## Березин Сергей Михайлович
- Главный врач центра с 2003 по 2005 год[23]. Погиб в автокатастрофе в январе 2005 года.

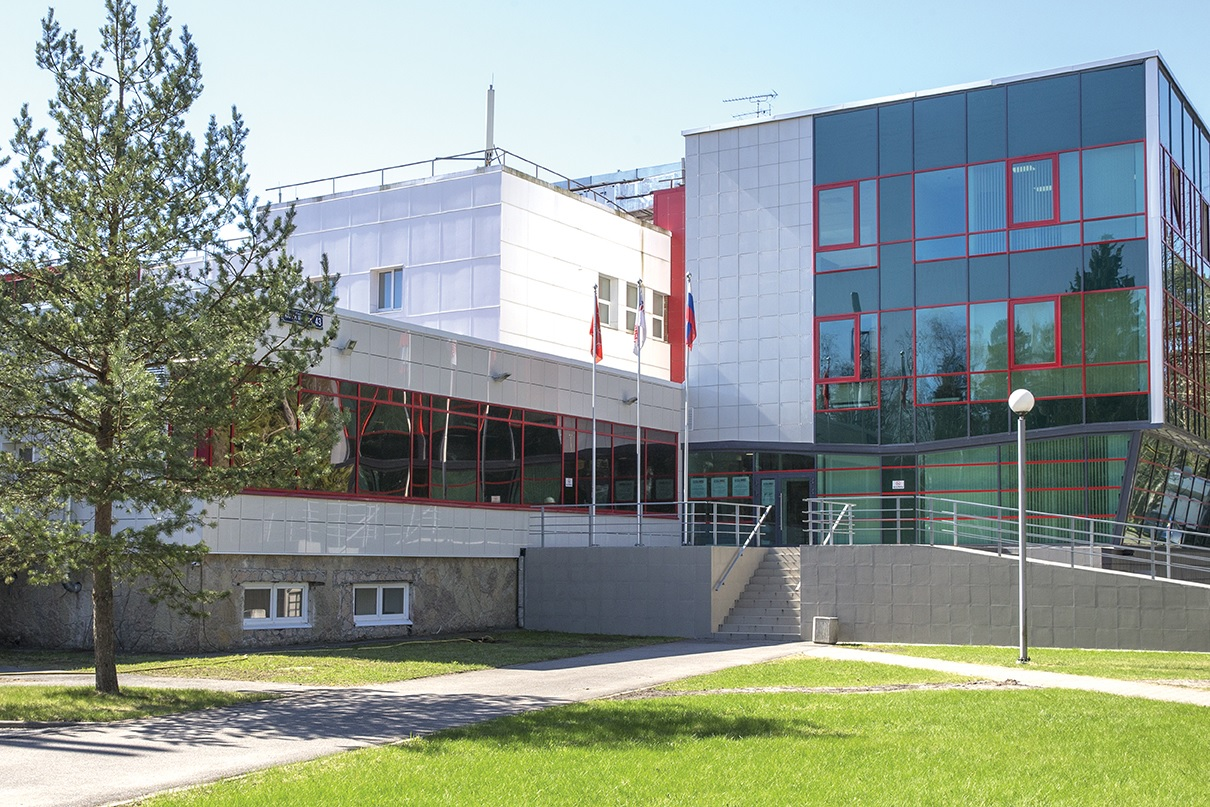
Здание Онкологической клиники МИБС в пос. Песочный
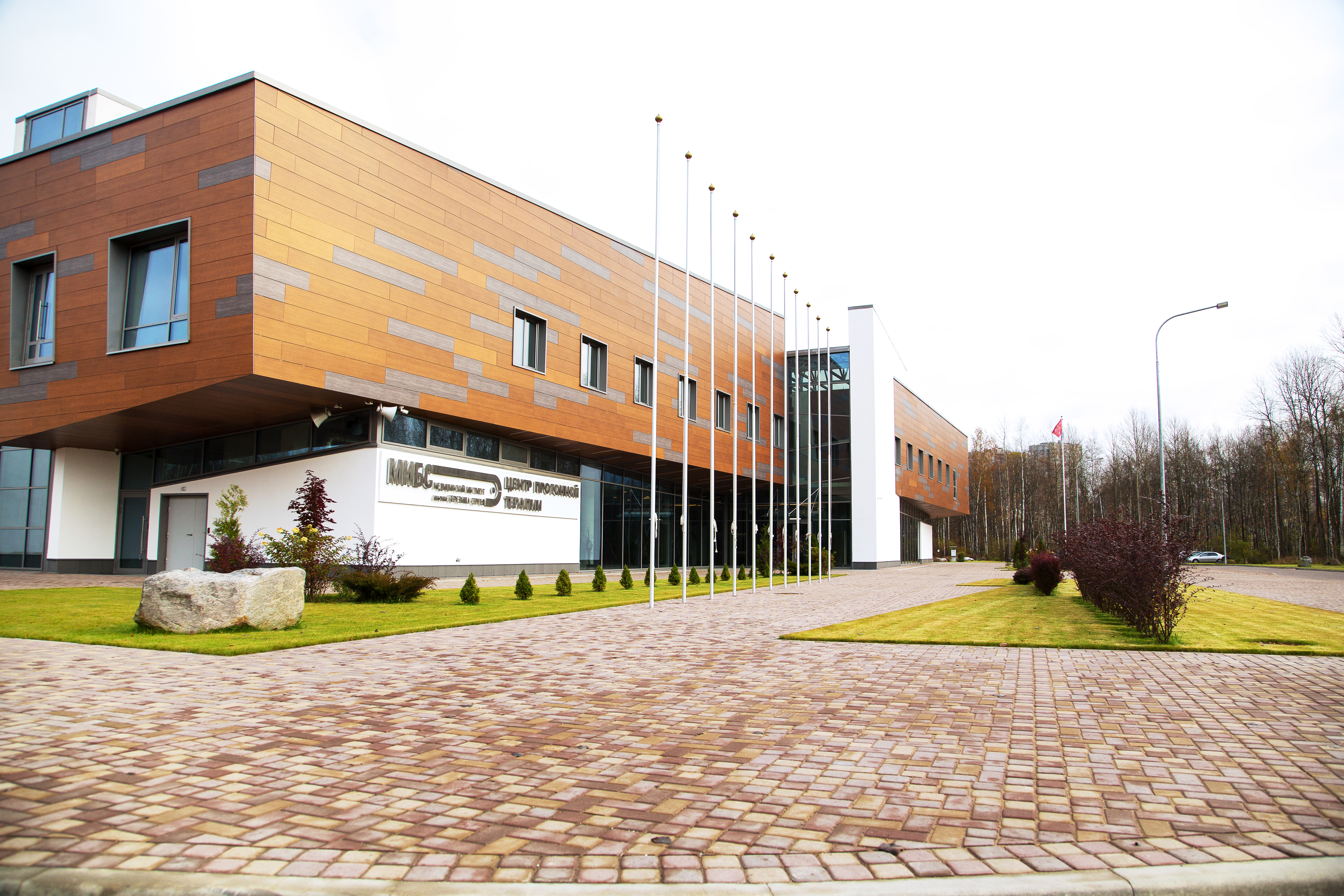
Здание Центра протонной терапии МИБС в Санкт-Петербурге
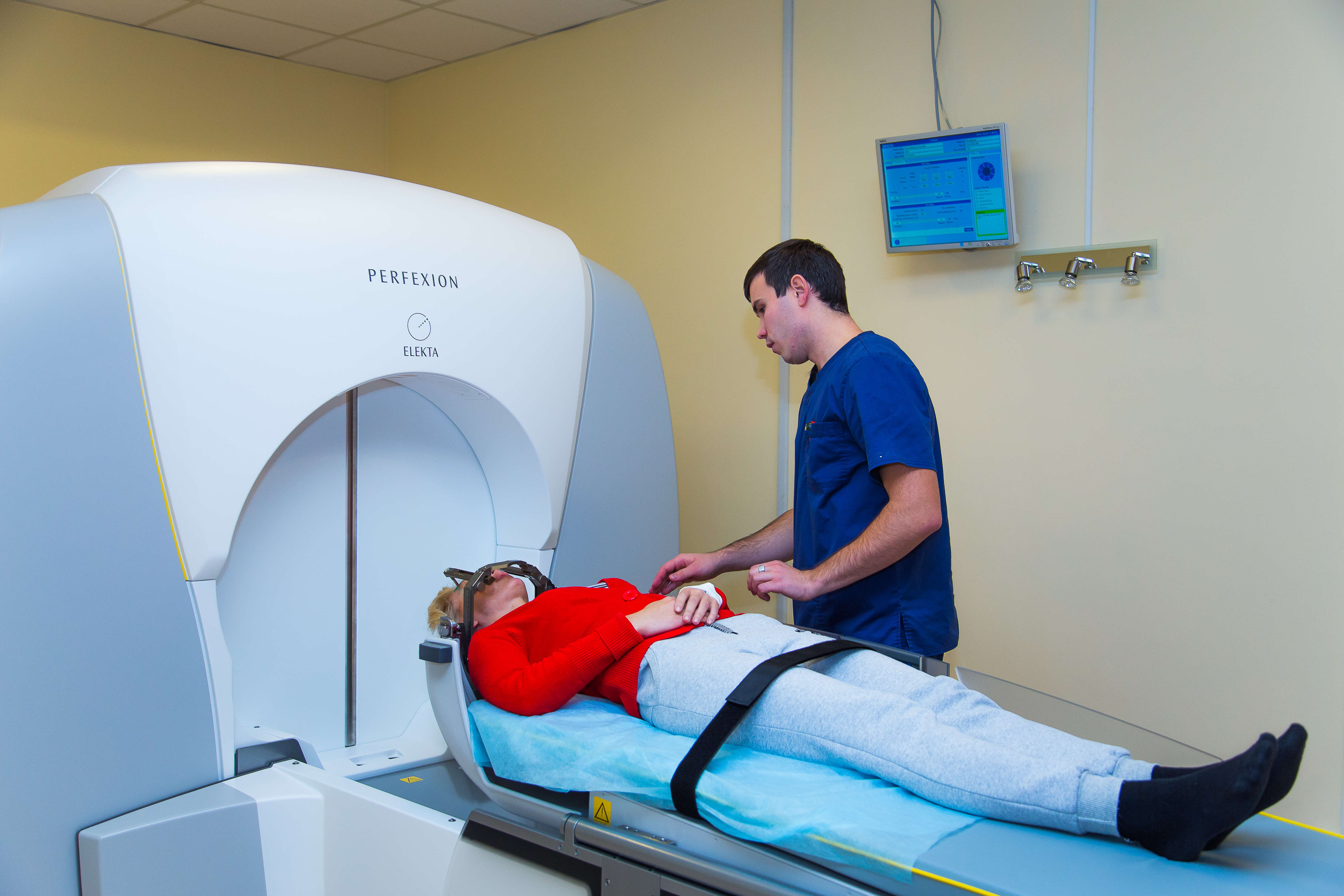
Гамма-нож в Онкологической клинике МИБС
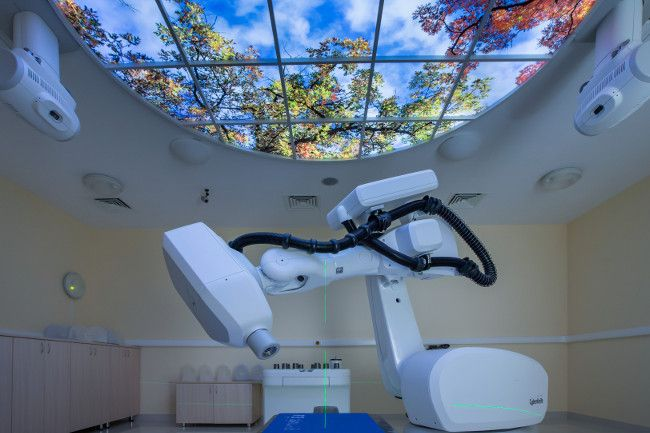
Кибер-нож в Онкологической клинике МИБС
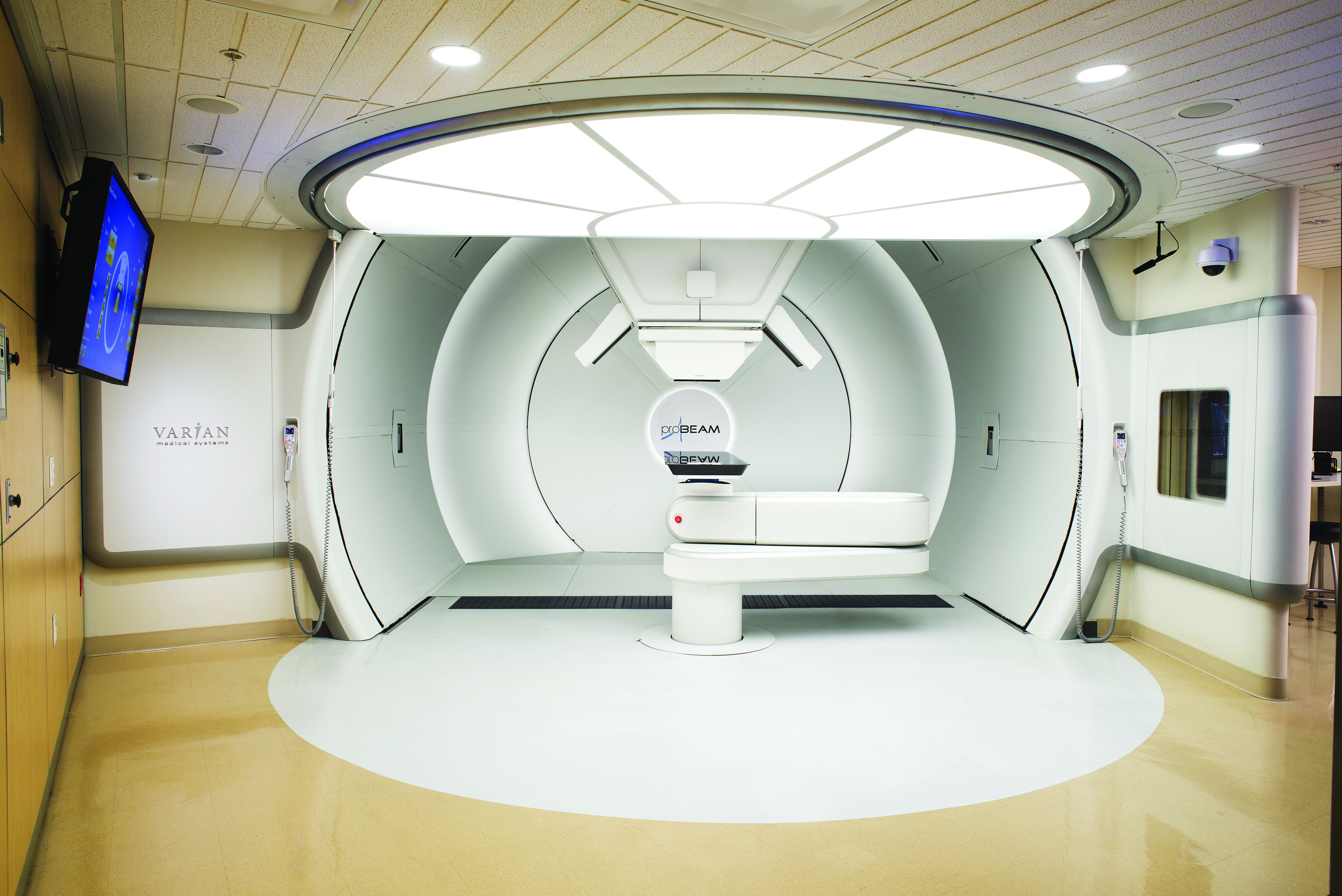
Система ПроБим в Центре протонной терапии МИБС